# 高畠定吉

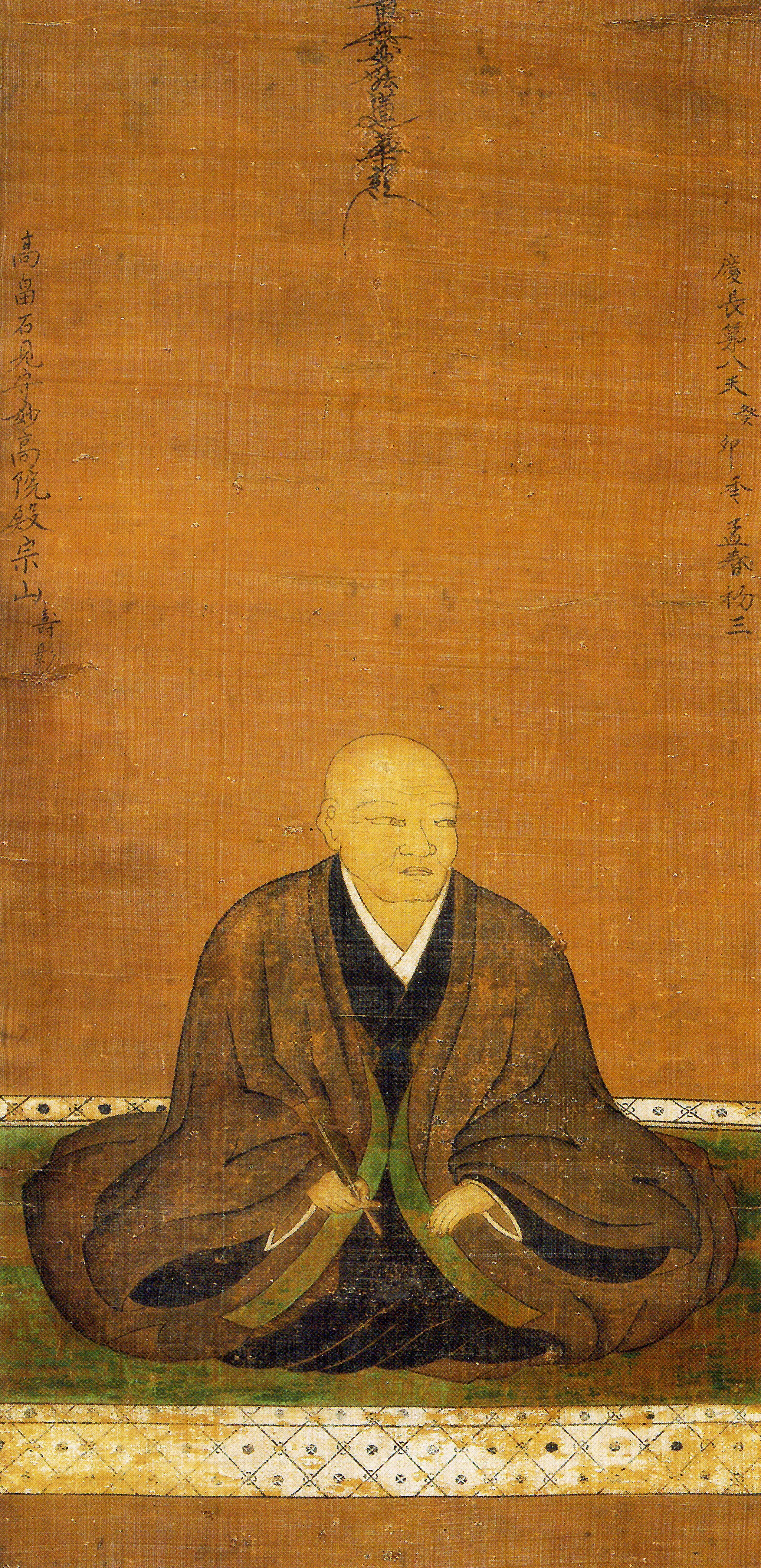
高畠定吉

高畠 定吉（たかばたけ さだよし、天文5年（1536年） - 慶長8年1月3日（1603年2月13日））は安土桃山時代の武将。高畠吉光の子で、高畠定良の兄。石見守。通称は孫十郎。尾張の出身で、前田利家に仕え戦績を重ねた。利家の妹津世姫(長久院)を夫人に迎えている。
七尾城、加賀劔、越中宮崎城などの守将を務め、利家股肱の臣の一人として北陸攻略、鎮定に寄与した。荒子七人衆、越前府中二十一人衆に名を連ねている。利家の死後は息子の前田利長に仕え、関ヶ原の戦いの際には金沢城の留守を任されている。1602年に致仕し、剃髪して京都に隠棲した。